# Шимуша раба
«Шимуша раба» — краткое сочинение о законах изготовления тфилин, созданное в эпоху гаонов. Сочинение полностью приведено рабену Ашером среди его постановлений на законы тфилин, под названием «Галахот ктанот» («Малые законы»), от имени «одного из гаонов, благословенной памяти», а также в современных изданиях Талмуда, в конце трактата Менахот. Сочинение встречается также в некоторых рукописях «Галахот гдолот» («Большие законы»), как дополнение к законам тфилин, под названием «Гилхот шимуш тфилин» («Законы пользования тфилин»).

## Авторство
Автор «Шимуша раба» на сегодняшний день точно не известен, однако большинство ришоним относят его к одному из ранних гаонов, видимо, периода рабби Шимона Кайары, автора «Галахот гдолот». Некоторые утверждают, что автор этого произведения — рабби Саршалом гаон.

## Галахическийстатус
Рабену Ашер приводит, после цитирования «Шимуша раба», мнение рабби Йеуды бен Барзилая из Барселоны (который, видимо, также привёл «Шимуша раба» или его часть в своём сочинении «Гаитим» («Времена»), в части, не дошедшей до наших дней), по словам которого, этот труд, видимо, не принадлежит одному из гаонов, а является лишь записями одного из учеников. Это утверждение следует, видимо, ввиду спорности некоторых приведённых «Шимуша раба» законов, не имеющих источника в Талмуде.
С другой стороны, рабейну Там видел в нём авторитетный галахический источник. Он часто его цитирует во всём, что касается законов тфилин. Следом за ним большинство ашкеназских и сефардских мудрецов последующих поколений видели в «Шимуша раба» авторитетный труд и часто цитировали его.

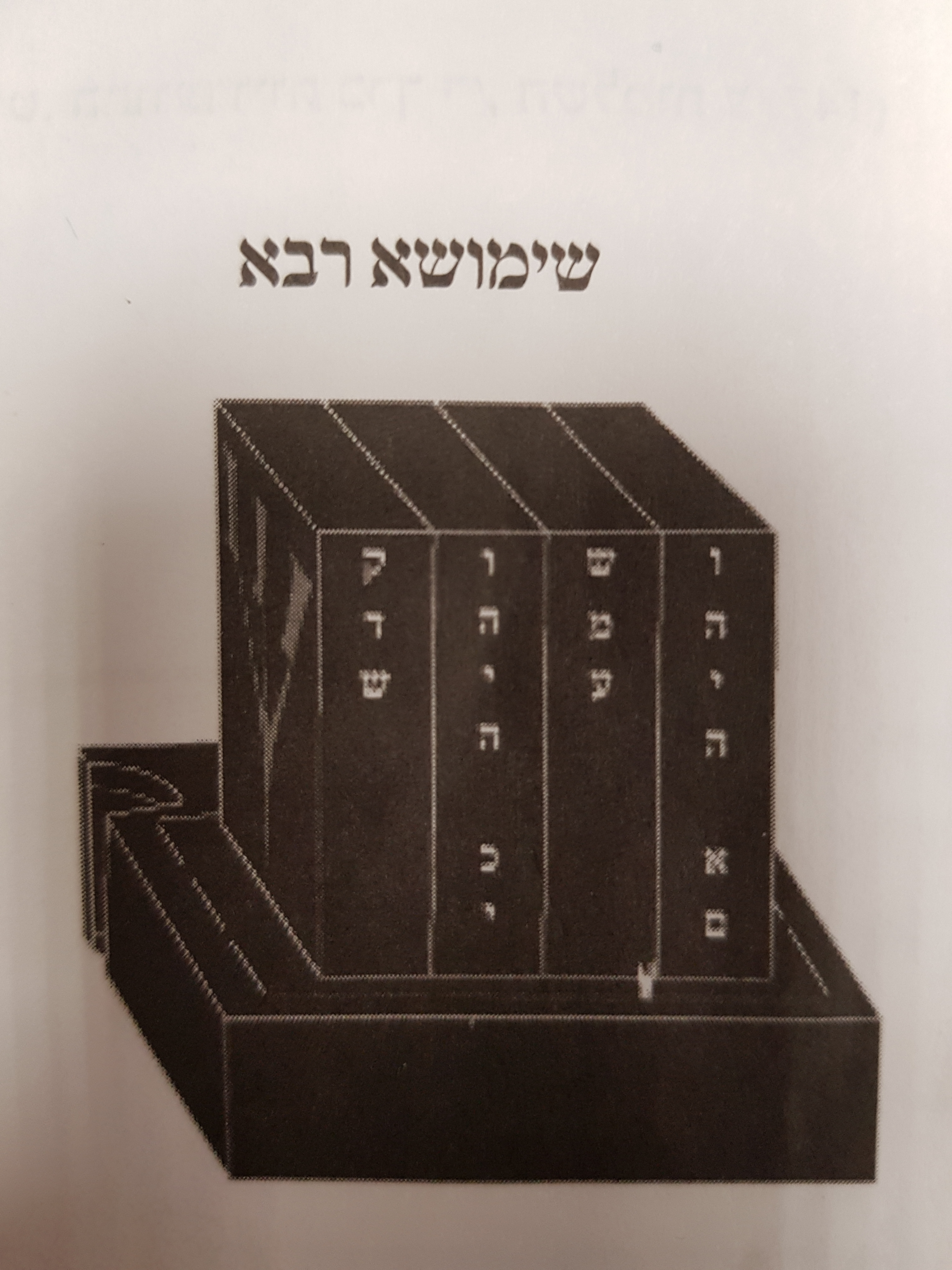
Схема расположения отрывков в тфилин Шимуша раба

## Тфилин «Шимуша раба»
Поскольку многие из законов, приводимых «Шимуша раба», на сегодняшний день не приняты в качестве основной галахи, некоторые люди стараются исполнить заповедь тфилин, соблюдая даже эти необязательные предписания.
Существуют два типа тфилин, которые называют «Шимуша раба»:
- Первый тип отличается от обычных тфилин только размером (2х2 пальца, то есть 4х4 см). Такие тфилин накладывают многие сефардские евреи во время послеполуденного богослужения (поскольку у сефардов принято надевать во время утреннего богослужения тфилин Раши и рабейну Там одновременно они используют тфилин очень малых размеров). Некоторые хасидские дворы пользуются тфилин такого размера, в качестве обычных тфилин.
- Второй тип отличается от обычных тфилин тем, что пергаменты с отрывками Торы в нём стоят в обратном порядке (точнее, в порядке упоминания в Торе, только не справа налево, а слева направо). О таких тфилин пишут[1], что они имеют очень высокий духовный уровень и только человек с чистыми мыслями может их накладывать[2]. Этот тип относится только к головной тфиле, в качестве ручной используется тфилин Раши.

В действительности, очень немногие накладывают этот тип тфилин. Среди таких людей, в основном, известные каббалисты и хасидские цадики. Любавический ребе пишет, что он не накладывал этих тфилин, пока не получил на это указания от своего тестя, предыдущего ребе.